# Mikhaïl Ignàtiev (polític)
|  | Per a altres significats, vegeu «Mikhaïl Ignàtiev». |

Mikhaïl Ignàtiev (Kĕśĕn Turhan, Txuvàixia, 8 de gener de 1962 - Sant Petersburg, 18 de juny de 2020), de nom complet amb patronímic Mikhaïl Vassílievitx Ignàtiev (rus i txuvaix: Михаи́л Васи́льевич Игна́тьев), va ser un polític de Rússia que fou president de la República de Txuvàixia entre 2010 i 2020.

## Primers anys
Mikhaïl Ignàtiev va néixer el 8 de gener de 1962 al poble de Kĕśĕn Turhan, en el districte de Xupaixkar/Txeboksari. Va treure's un primer títol de formació professional a l'Escola Superior d'Enginyeria Energètica de Xupaixkar (1981), després del qual va fer el servei militar obligatori de dos anys.

## Carrera professional
De tornada, va treballar com a cap de brigada al kolkhoz Progress del seu districte natal (1983-1985) i, seguidament, va ascendir a cap de zona de producció a la mateixa granja (1985-1987). El 1987 va ser elegit president del consell d'administració del kolkhoz, càrrec que va mantenir fins al 1992, quan, després de la seva privatització, va esdevenir director de la societat anònima Progress fins al 1996.
Va llicenciar-se a l'Institut Agrícola de Txuvàixia (1990) i a l'Institut Cooperatiu de Xupaixkar (1997) i va fer un postgrau a l'Acadèmia d'Administració Pública de Volga-Viatka (1999). El 2009 va doctorar-se en agricultura.

## Carrera política

### Govern de Txuvàixia
De 1996 a 1999, Ignàtiev va exercir com a viceministre d'Agricultura i Alimentació de Txuvàixia. El 14 de gener de 2002, va ser nomenat primer vicepresident del Consell de Ministres pel president de Txuvàixia Nikolai Fiódorov. El 6 de maig de 2004, va esdevenir vicepresident del Consell de Ministres.

### Presidència de  Txuvàixia

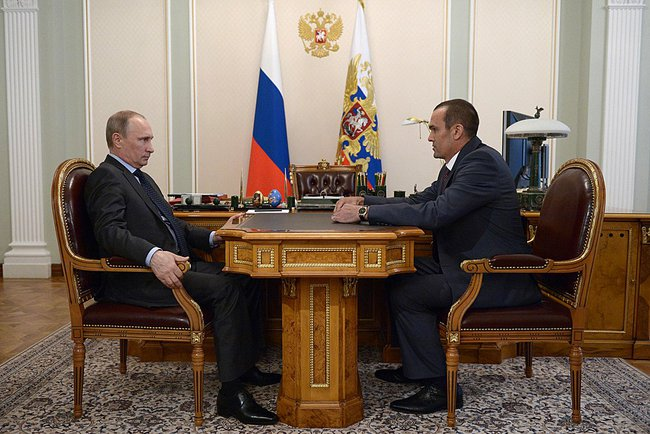
Mikhaïl Ignàtiev amb el president de Rússia Vladímir Putin

En el marc de les reformes centralitzadores del primer mandat de la presidència de Vladímir Putin, el 2004 es va suprimir l'elecció directa dels presidents de les repúbliques i governadors dels óblasts, que van passar a ser nomenats directament des de Moscou. En el cas de Txuvàixia, Fiódorov va ser mantingut en el càrrec, però la seva continuïtat passava a dependre del poder central. El juliol de 2010, Dmitri Medvedev va proposar Ignàtiev com a nou president de Txuvàixia, cosa que va ser oportunament ratificada pel Consell d'Estat de la República el dia 28. Al consell d'estat van votar a favor 37 diputats, cinc en contra i un es va abstenir. Ignàtiev va prendre possessió del càrrec el 29 d'agost.
El 2012, a causa d'una nova legislació federal que limitava l'ús de l'apel·latiu «president», el càrrec d'Ignàtiev va passar a ser denominat «cap de la república».
El 23 de maig de 2012, dos dies després de ser designat ministre d'Agricultura del govern federal per Vladímir Putin, Nikolai Fiódorov va enviar una carta a Ignàtiev criticant-ne la política econòmica.
El 13 de setembre de 2015, després que les eleccions a caps de les repúbliques van ser restaurades per la Duma de l'Estat, va ser elegit per sufragi per a un segon mandat amb el 65,54% dels vots com a Cap de Txuvàixia.

### Destitució
El 18 de gener de 2020, Ignàtiev va proposar «liquidar» els periodistes i bloguers que criticaven el govern durant un discurs en ocasió del Dia Nacional de la Premsa.
El 23 de gener, Ignàtiev va passar revista al cos de bombers de Xupaixkar amb el cap del Departament d'Emergències de la ciutat i el ministre de defensa civil de Txuvàixia. En una cerimònia on es van lliurar les claus de diversos vehicles de bombers, Ignàtiev va obligar un treballador a saltar diverses vegades per agafar les claus.
El 28 de gener, Ignàtiev va ser expulsat del partit governamental Rússia Unida, i el 29 de gener, el president Putin va destituir-lo com a cap de la República de Txuvàixia, substituint-lo per Óleg Nikolàiev com a cap en funcions.
El 20 de maig de 2020, Ignàtiev va presentar una demanda contra Putin davant el Tribunal Suprem de Rússia per acomiadament il·legal, la qual va ser acceptada el 21 de maig. Les audiències previstes per a la demanda havien d'iniciar-se el 30 de juny.

## Mort
El 27 de maig, va ser hospitalitzat a causa d'una pneumònia bilateral amb una gran part dels seus pulmons danyats. El 18 de juny, Ignàtiev va morir en un hospital de Sant Petersburg per una insuficiència cardíaca després de contreure el coronavirus durant la pandèmia de COVID-19 a Rússia.